# Annaka-shuku

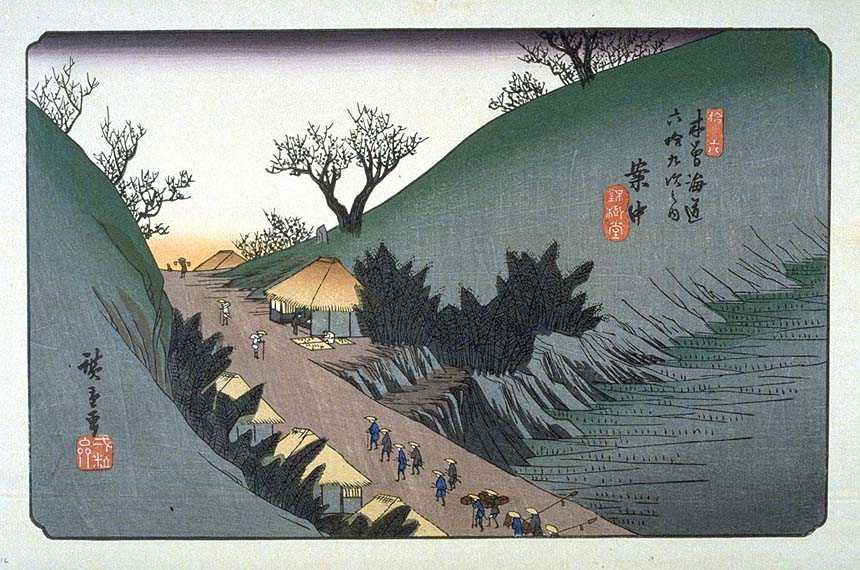
Annaka-shuku, estampe de Hiroshige de la série Les Soixante-neuf Stations du Kiso Kaidō.

Annaka-shuku (安中宿, Annaka-shuku) était la quinzième des soixante-neuf stations du Nakasendō. Elle est située dans la ville moderne d'Annaka, préfecture de Gunma au Japon.

## Stations voisines
Nakasendō
Itahana-shuku – Annaka-shuku – Matsuida-shuku